# 스나이퍼 (2009년 영화)
스나이퍼(神鎗手, 신쟁수, The Sniper)는 홍콩에서 제작된 임초현 감독의 2009년 액션 영화이다. 황효명 등이 주연으로 출연하였고 양봉영 등이 제작에 참여하였다.

## 출연

### 주연
- 황효명
- 진관희
- 임보이
- 요계지
- 유호룡
- 임현제
- 협선
- 고첩

### 조연
- 왕수림
- 임지태
- 등건홍
- 반원량
- 장지성
- 유국창
- 임계빈
- 동위
- 방호민
- 진위령
- 진계유
- 탄간충
- 육문위
- 손충덕
- 무백기
- 맥위봉
- 임중기
- 황비전
- 곽가성
- 향명효
- 유헌우
- 진석
- 장영상
- 가사봉
- 황개삼
- 소동
- 만사민
- 진위웅
- 왕지문
- 오창붕
- 임국걸
- 나위가
- 뇌소명

## 제작진
- 원작자: 임초현
- 출품인: 장징
- 프로듀서: 장징
- 프로듀서: 하려항
- 제작부장: 진택헌
- 제작부장: 여세화
- 조명: 추림
- 기록: 낙자강
- 조감독: 요민기
- 조감독: 곽문기
- 조감독: 장영정
- 녹음: 진위웅
- 음향: 섭기영
- 음향: 정영원
- 미술: 구위명
- 소품: 양예능
- 소품: 이지명
- 헤어: 유금웅
- 의상: 채언문
- 무술감독: 위안더
- 카스턴트: 나례현
- 무술조감독: 진석
- 무술조감독: 왕지문